# Scenes from a Memory Tour
Scenes from a Memory Tour è stata una tournée europea del gruppo progressive metal, Dream Theater per supportare l'album Metropolis Pt. 2: Scenes from a Memory uscito il 26 ottobre 1999.

## Descrizione
Il tour si è svolto in Europa ed ha visto come prima tappa Amburgo in Germania l'11 novembre 1999 e si è concluso a Parigi il 24 novembre del medesimo anno.
Una pre-data del tour si tenne a Seul il 31 luglio 1999, che ha segnato il debutto in formazione del tastierista Jordan Rudess come componente ufficiale.

## Tipica scaletta
In questo tour, il gruppo propose una scaletta che, in maniera tradizionale, comprendeva alcuni brani del disco appena pubblicato, insieme ad altri estratti dagli album precedenti. Inoltre, poiché fu il primo tour a cui prese parte Jordan Rudess (il cui esordio dal vivo insieme ai Dream Theater avvenne il 31 luglio dello stesso anno a Seul), la scaletta comprendeva anche due brani tratti dal repertorio dei Liquid Tension Experiment, in quanto la formazione di tale progetto era diventata, per 3/4, coincidente a quella dei musicisti dei Dream Theater.
- Laura Palmer's Theme from Twin Peaks (intro tape)
- Metropolis Part I
- Overture 1928
- Strange Deja Vu
- Lifting Shadows Off a Dream
- Just Let Me Breathe
- Peruvian Skies
- Through My Words
- Fatal Tragedy
- Erotomania
- Paradigm Shift
- Universal Mind
- Assolo di tastiera di Jordan Rudess
- Hollow Years
- Another Day
- Home
- ----encore----
- Pull Me Under
- Under a Glass Moon
- A Fortune in Lies
- Only a Matter of Time
- Take the Time
- Regression Fanfare (outro tape)[5]

## Formazione
- James LaBrie - voce
- John Petrucci - chitarra, cori
- John Myung - basso
- Mike Portnoy - batteria, cori
- Jordan Rudess - tastiera